# Žnidaričeva ulica

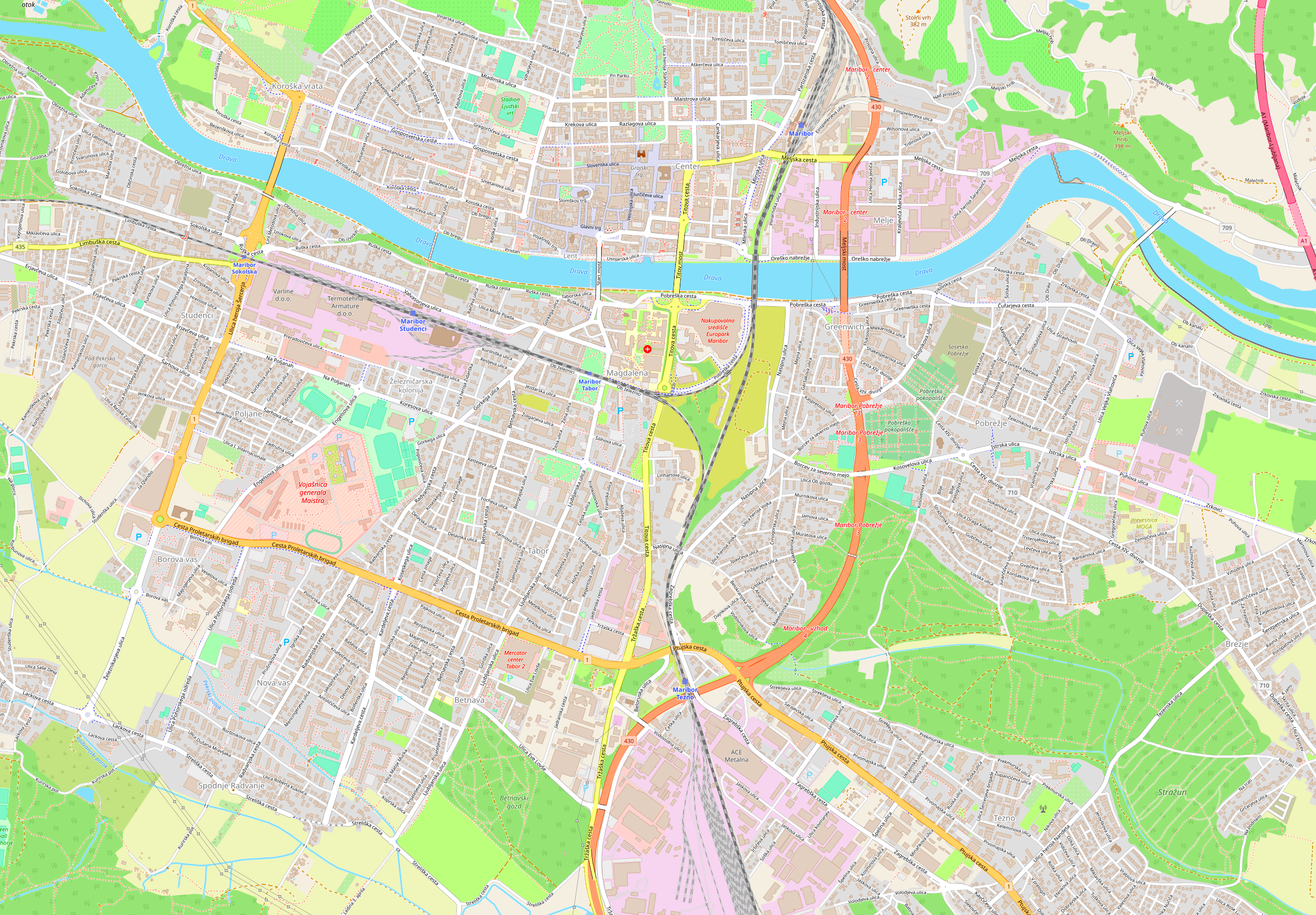

Žnidaričeva ulica (Žnidarič-Gasse) ist der Name einer Straße im Bezirk Koroska vrata der Stadtgemeinde Maribor, Slowenien. Sie wurde 1951 angelegt und benannt nach Rudi Žnidarič (1907–1941), einem slowenischen Freiheitskämpfer, der 1941 in Maribor hingerichtet wurde.

## Lage
Die Straße liegt am Rande der Bebauung von Koroška vrata etwa auf der Höhe der Stufen zum Kalvarienberg südwestlich der Kreuzung von Vrbanska cesta und Kamniška ulica. Sie verbindet – in Verlängerung der Rosinova ulica – die Pasterkova ulica mit der Njegoševa ulica zwischen Podjunska ulica und Vrbanska cesta. 